# Cleveland Rockers

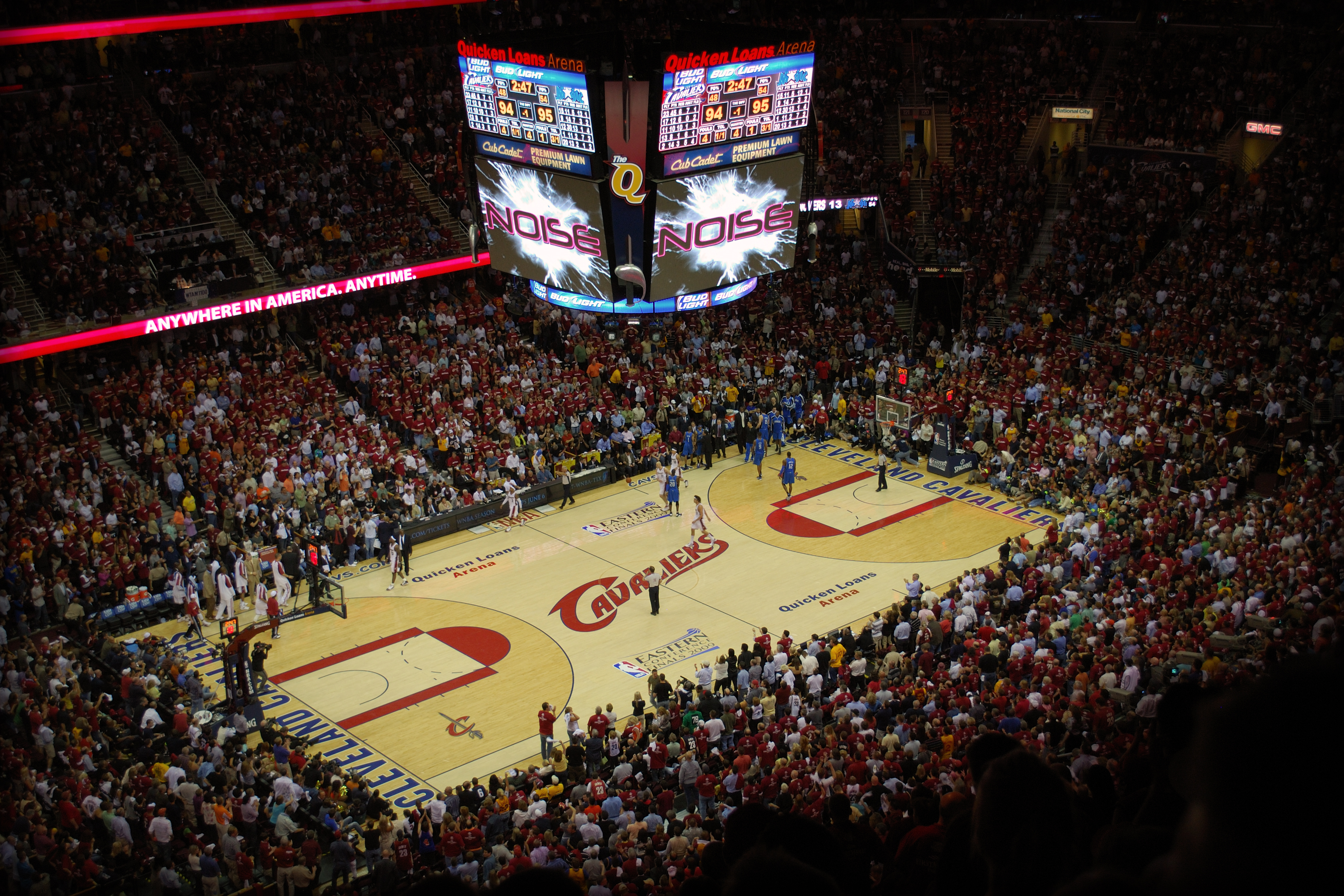
Cleveland Rockers delade hemmaarenan Gund Arena med Cleveland Cavaliers.

Cleveland Rockers, som grundades 1997 och upplöstes 2003, var en basketklubb i Cleveland i Ohio som spelade i damligan WNBA mellan säsongerna 1997 och 2003 och var ett av de åtta originallagen i WNBA. Laget spelade sina hemmamatcher i Gund Arena och var ett så kallat systerlag till NBA-laget Cleveland Cavaliers. Cleveland tog sitt smeknamn Rockers från Cleveland's Rock and Roll Hall of Fame.

## Historia
Cleveland inledde sin första säsong med spelaren Lynette Woodard som de tagit ifrån Harlem Globetrotters, lagets första match i ligan spelades borta mot Houston Comets den 21 juni 1997 och förlorades med 56-76. Och trots att laget förlorade fem av de sex första matcherna var man nära att ändå ta sig till slutspelet. Andra säsongen avslutade laget med att vinna 12 av de sista 14 matcherna och vann den östra konferensen, men i slutspelet förlorade de redan i första omgången mot Phoenix Mercury. 1999 skulle bli en riktigt dålig säsong av Cleveland, då de inledde med att förlora de sju första matcherna och slöt med sju vinster och 25 förluster och en överlägsen sista plats i konferensen. Säsongen efter tog sig laget samman och med en andra plats i konferensen tog de sig först an Orlando Miracle i första omgången och vann med 2-1 och i koferensfinalen mot New York Liberty vann de den första matchen för att sedan förlora två gånger i New York. 2001 vann laget den östra konferensen för andra gången men förlorade åter redan i första slutspelsomgången, då Charlotte Sting vann med 2-1 i matcher. 2002 missade laget att ta sig till slutspel efter att ha förlorat 16 av de 20 sista matcherna, men den sista säsongen tog sig de åter till slutspel där de ställdes mot de blivande mästarna Detroit Shock i första omgången. Clevelands sista match spelades den 2 september 2003.
Efter säsongen 2002 beslutade sig NBA-laget Cleveland Cavaliers ägare, Gordon Gund, att köpa Cleveland Rockers från WNBA och till synes säkra lagets framtid. Men i september 2003 meddelades att Gund Arena Company inte längre var intresserade av att driva verksamheten i Rockers, och eftersom ligan inte kunde hitta någon ny vare sig lokal eller nationell intressent som ville ta över ägandet av laget så upplöstes det helt efter säsongen 2003.